# Sumi Tonooka
Sumi Tonooka (* 3. Oktober 1956 in Philadelphia) ist eine US-amerikanische Jazzpianistin, Dozentin und Komponistin.
Tonooka, die mit sieben Jahren Klavier zu spielen begann, wuchs in einem multikulturellen Umfeld auf; ihr Vater war Afroamerikaner, die Mutter hat japanische Wurzeln. Erste Vorbilder waren Duke Ellington und Thelonious Monk, den sie mit dreizehn Jahren live erlebte. Durch die Bekanntschaft mit Kenny Barron gelangte sie mit 15 Jahren nach Boston, wo sie ihre pianistische Ausbildung u. a. bei Margaret Chaloff fortsetzte; Jazz und Komposition studierte sie bei Charlie Banacos. Sie beendete ihre Studien nach ihrer Rückkehr nach Philadelphia, erwarb den Bachelor of Arts am Philadelphia College Of Performing Arts, wo sie bei Bernard Peiffer studierte. Sie hatte ihren ersten professionellen Job 1974 in der Band von Philly Joe Jones, in der auch Odean Pope spielte, und leitete dann in ihrer Heimatstadt auch eigene Ensembles, u. a. mit Robin Eubanks. 1984 erschien ihr Debütalbum With an Open Heart; seitdem hat sie mit Musikern wie Rufus Reid, Craig Handy, Lewis Nash, Akira Tana einige Alben unter eigenem Namen, u. a. für das Label Candid, eingespielt.
Im Laufe ihrer Karriere arbeitete Tonooka mit Musikern wie Kenny Burrell, Little Jimmy Scott, Sonny Fortune, Red Rodney, Benny Golson, Erica Lindsay, Bobby Zankel und David Fathead Newman zusammen. Lange Zeit bildete sie ein Team mit dem Bassisten Rufus Reid.
Neben ihrer Musikertätigkeit war sie als Komponistin für zahlreiche Filmmusiken aktiv (wie den Dokumentarfilm  Queen of the Mountain, 2005). Daneben unterrichtete sie am Bard College und am Dutchess Community College in Hudson Valley bei New York und war als Assistentin von Kenny Barron an der Rutgers University tätig.
Ihr Spiel ist von Bud Powell, Lennie Tristano, Hank Jones und Mary Lou Williams, bei der sie auch Unterricht erhielt, beeinflusst.

## Diskographische Hinweise
- Taking Tme (Candid, 1990) mit Craig Handy, Rufus Reid, Akira Tana
- Here Comes Kai (Candid, 1991) mit Rufus Reid und Lewis Nash
- Secret Places (Joken, 1999) mit Rufus Reid
- Long Ago Today (Arc, 2004) mit Rufus Reid